# Rădășeni
Rădășeni – wieś w Rumunii, w okręgu Suczawa, w gminie Rădășeni. W 2011 roku liczyła 2255 mieszkańców. 